# Masakra w Tlatelolco
Masakra w Tlatelolco, masakra na placu Trzech Kultur – pacyfikacja manifestacji studenckiej przez meksykańskie siły rządowe, która miała miejsce w dzielnicy Tlatelolco miasta Meksyk 2 października 1968 roku na tak zwanym placu Trzech Kultur (Plaza de las Tres Culturas). Wydarzenia te noszą także nazwę noc Tlatelolco.

## Geneza
W 1968 roku przez Meksyk przeszła fala radykalizacji młodzieży i studentów. Protestująca młodzież inspirowała się lewicowym, pacyfistycznym, proekologicznym, feministycznym i antyrasistowskim ruchem kontestacyjnym zbierającym bardzo dużą popularność wysokorozwiniętych krajach Europy (szczególnie we Francji, Niemczech, Włoszech, Wielkiej Brytanii, krajach Beneluksu, Danii i Szwecji), a także w Stanach Zjednoczonych, Kanadzie, Australii i Japonii. Protesty studenckie nasiliły się na przełomie września i października, tuż przed zbliżającymi się Letnimi Igrzyskami Olimpijskimi. Studenci chcieli w ten sposób nadać rozgłos swojemu niezadowoleniu i sprzeciw wobec monopartyjnych rządów Partii Rewolucyjno-Instytucjonalnej. Wśród postulatów ruchu studenckiego znajdowało się żądanie nadania autonomii uczelniom wyższym, demokratyzacji ustroju, uwolnienie więźniów politycznych, rozwiązanie policyjnych jednostek do rozpędzania demonstracji i dymisja szefa policji. Konserwatywny prezydent Gustavo Díaz Ordaz nie zamierzał przystawać na żądania protestujących, rozpoczynając represje środowisk uniwersyteckich.
13 sierpnia protestujący tłumnie zebrali się pod pałacem prezydenckim. Prezydent odmówił dyskusji z tłumem i posłał zamiast tego policję, która stłumiła siłowo protest. Po tym wydarzeniu władze przyszykowały prowokację mającą zdyskredytować przedstawicieli opozycji – w „Newsweeku” ukazał się propagandowy materiał, w którym twierdzono, że studenci mieli obiecać afroamerykańskim sportowcom sympatyzującym z ruchem Black Power storpedowanie nadchodzących igrzysk poprzez zamach w dniu ich inauguracji. Studencki Komitet Strajkowy odrzucił oskarżenia „Newsweeka”, podając, że informacja ta jest jedynie pretekstem do rozpoczęcia rządowych represji. Już na początku września wielu uczniów zostało pobitych i aresztowanych. 18 września wojsko zajęło kampus Narodowego Uniwersytetu Autonomicznego Meksyku, gdzie przeprowadziło aresztowanie 500 studentów. Podobną akcję wojsko zorganizowało na politechnice. Wtargnięcie armii na politechnikę zamieniło się w trwające trzy dni starcia, w trakcie których wojsko w odpowiedzi na obrzucanie go butelkami zapalającymi odpowiedziało strzałami z broni długiej.

## Przebieg protestu w Tlatelolco i masakry
Prześladowania ruchu studenckiego nie powstrzymały eskalacji konfliktu rządu ze środowiskami młodzieżowymi. Sytuację spowodowała deklaracja prezydenta Díaza Ordaza, który zażądał od policji aresztowania przywódców studenckiego buntu. 2 października 15 tys. studentów z różnych uczelni przeszło w proteście przeciwko działaniom rządu ulicami miasta Meksyk. O zmroku 5 tys. studentów razem z robotnikami, wielu z nich było razem z dziećmi i małżonkami, zebrało się na placu Trzech Kultur na jak początkowo myślano pokojowy wiec. Wznoszono liczne okrzyki: México – Libertad – México – Libertad (Meksyk-Wolność). Organizatorzy protestu próbowali doprowadzić do rozejścia się ludzi po tym, jak zauważyli zwiększającą się aktywność sił policyjnych.
Masakra rozpoczęła się po zachodzie słońca po tym, jak plac został otoczony przez wozy opancerzone i czołgi. Wojsko otworzyło ogień, strzelano z ostrej amunicji i to nie tylko do demonstrantów, ale także do postronnych osób, takich jak przechodnie, które znalazły się tam przypadkowo. Akcja toczyła się praktycznie przez całą noc, dochodziło także do przeszukiwania przyległych do placu domów. Rząd tłumaczył, iż powodem takiej reakcji miały być rzekome prowokacje ze strony uzbrojonych w karabiny demonstrantów.
Ocenia się, że w wyniku akcji policji i wojska mogło zginąć od 200 do 300 osób (źródła rządowe mówią o 35 osobach), inne źródła podają liczbę ofiar nawet w tysiącach. Dużo więcej osób zostało rannych i aresztowanych.

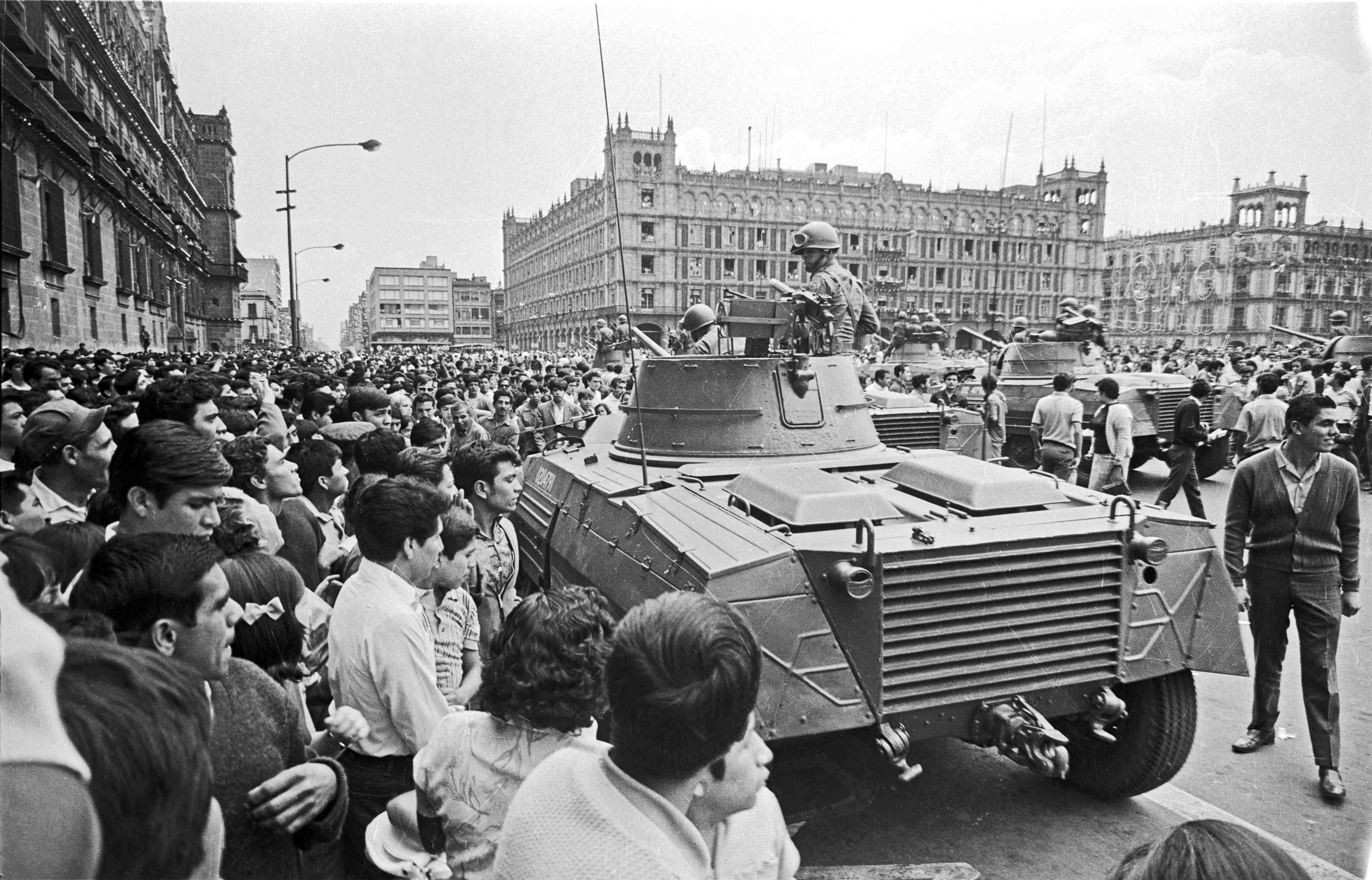
Armia meksykańska podczas protestów

## Wpływ masakry na życie polityczne
Masakra w Tlatelolco zradykalizowała wielu Meksykanów i zaburzała wizerunek Meksyku jako kraju demokratycznego. Represje wobec studentów nie ustały, a w 1971 roku doszło do kolejnych rozruchów studenckich. Wówczas wojsko zabiło 29 manifestantów. Represje skłoniły grupki opozycji młodzieżowej do zbrojnego oporu w ramach partyzantki. Ruch ten nie rozwinął się jak w innych krajach regionu. Duże znaczenie miała tu skuteczność armii meksykańskiej i brak wsparcia dla guerilli ze strony Kuby (Kuba wspierała ruchy rebelianckie w całej Ameryce Łacińskiej z wyjątkiem Meksyku, który jako jedyny kraj regionu utrzymywał z wyspą pozytywne relacje i handel). W zwalczaniu powstałych po 1968 roku guerilli rząd stosował samowolne egzekucje (w ten sposób zginęło około 150 rebeliantów, których ciała wrzucono do oceanu).
Rozruchy studenckie stopniowo wygasły, a lewicowa guerilla poniosła porażkę wojskową. Rząd zdecydował się na demokratyzację ustrojową dekadę po masakrze. Wówczas część opozycji z roku 1968 została dokooptowana do obozu rządowego, większość kontynuowała jednak działalność w opozycji. Przełomem okazały się wybory z 1979 roku, na skutek których opozycja zajęła ponad 100 miejsc w parlamencie.

## Dochodzenie
Masakra stała się na wiele lat tematem tabu i nie była poruszana przez meksykańskich polityków. Dochodzenie przeprowadzone w 1997 roku przez specjalną komisję powołaną przez Kongres dowiodło, że demonstranci byli nieuzbrojeni (potwierdził to m.in. przesłuchiwany ówczesny minister spraw wewnętrznych Luis Echeverría, późniejszy prezydent). Dochodzenie umożliwiło prokuraturze postawienie zarzutów Echeverrii, którego to w 2005 oskarżyła o ludobójstwo. Sąd odrzucił oskarżenie, orzekając, że masakra nie nosi znamion tego rodzaju zbrodni.
W 2003 pojawiły się informacje (które podało National Security Archive na Uniwersytecie George’a Waszyngtona), jakoby Centralna Agencja Wywiadowcza miała mieć udział w masakrze poprzez informowanie rządu meksykańskiego o poczynaniach opozycji studenckiej.